# Ercole Ottaviano
Ercole Ottaviano (Scerni, 23 ottobre 1937 – Milano, 7 giugno 1991) è stato un genetista italiano.

## Biografia
Studiò alla Facoltà di Agraria dell'Università di Bologna. Si laureò nel 1960 con una tesi svolta presso l'Istituto di Genetica dell'Università degli Studi di Milano sugli effetti genetici dei raggi X sul mais, sotto la direzione del professore Angelo Bianchi e all'interno del programma per studiare gli effetti delle radiazioni ionizzanti finanziato dal CNEN (ora ENEA) diretto da Felice Ippolito. Nel 1964 lavorò presso l'Università di Birmingham con il professor Kenneth Mather su ricerche nel campo della biometrica e della genetica quantitativa.
Ritornato a Milano, fu nominato professore di statistica nella Facoltà di Scienze. Da allora iniziò una serie di ricerche nel campo della genetica quantitativa per il miglioramento delle coltivazioni (analisi delle interazioni genotipo-ambiente, predizione del rendimento degli ibridi, uso della statistica multivariata per l'analisi genetica dei tratti complessi). Dal 1975 fu professore di Genetica all'Università di Milano. Negli anni '70 sviluppò una stretta collaborazione scientifica nel campo della genetica quantitativa con il gruppo di biometristi diretto da Tadeusz Calinski nell'Accademia di Agricoltura di Poznań e da Zygmunt Kaczmarek nell'Accademia Polacca di Scienze. Negli stessi anni iniziò a dedicare la propria attività scientifica al campo della genetica dei pollini (analisi molecolare dei geni dei pollini, scoperta dei geni mediante analisi degli isoenzimi, metodi per la selezione del gametofito). Questi studi portarono notevoli progressi in questo campo offrendo inaspettate opportunità per l'uso dei pollini nelle mutazioni genetiche. Per questi programmi scientifici collaborò con David Mulcahy dell'Università del Massachusetts pubblicandone i risultati su importanti riviste scientifiche come Science e Advances in Genetics.
La sua attività di ricerca scientifica generò più di cento pubblicazioni e articoli scientifici. Inoltre scrisse decine di libri. Fu membro dell'Associazione Genetica Italiana e della European Association for Research on Plant Breeding (EUCARPIA) di cui fu membro del consiglio della sezione Statistics and Plant Breeding.
Morì improvvisamente a Milano. Nel 2013 la Società Italiana Genetica Agraria (SIGA) gli dedicò il proprio premio per la Genetica Agraria.

## Opere[3]
- Ottaviano, Ercole, Biotecnologie e miglioramento genetico delle piante agrarie.
- Ottaviano, Ercole, Genetica dei caratteri quantitativi, Padova, Piccin, 1977.
- Ottaviano, Ercole; Sari, Mirella, Genetica: l'eredita biologica, Torino, SEI, 1973.
- Ottaviano, Ercole, Quaderno 1: Analisi genetica della variabilità continua, in Trattato di genetica agraria speciale diretto da Angelo Bianchi, Bologna, Edagricole, 1969.
- Quagliotti, Luciana e Ottaviano, Ercole, Quantitative inheritance of capsicin content in Capsicum sp., Pavia, tip. del libro, 1968.
- Ottaviano, Ercole, Angiosperm pollen and ovules, New York, Springer-Verlag, 1992.
- Buiatti, Marcello, Polsinelli, Mario, Ottaviano, Ercole e Ritossa, Ferruccio, Genetica, Firenze, Sansoni, 1985.
- Ottaviano, Ercole, Il tempo nell'evoluzione biologica: il caso e la selezione Synesis, 1985,  pp. 49-76.[4]
- Camussi, Alessandro, Möller, Frank, Ottaviano, Ercole e Sari-Gorla, Mirella, Metodi statistici per la sperimentazione biologica, Zanichelli, 1986.
- Ottaviano, Ercole e Mulcahy, David L., Villa Feltrinelli, Lake Garda, Italy, Symposium on Pollen: Biology and Implications for Plant Breeding 1982, Pollen: biology and implications for plant breeding: proceedings of the Symposium on pollen biology and implications for plant breeding, David L. Mulcahy e Ercole Ottaviano, 23-26 giugno 1982, New York, Elsevier Biomedical, 1983.
- University of Massachusetts, Amherst, MA, USA, International conference on Biotechnology and ecology of pollen: proceedings of the International conference on The Biotechnology and ecology of pollen, David L. Mulcahy, Gabriella Bergamini Mulcahy e Ercole Ottaviano, 9-11 luglio 1985, New York, Springer, 1986.